# Most nad Salginą

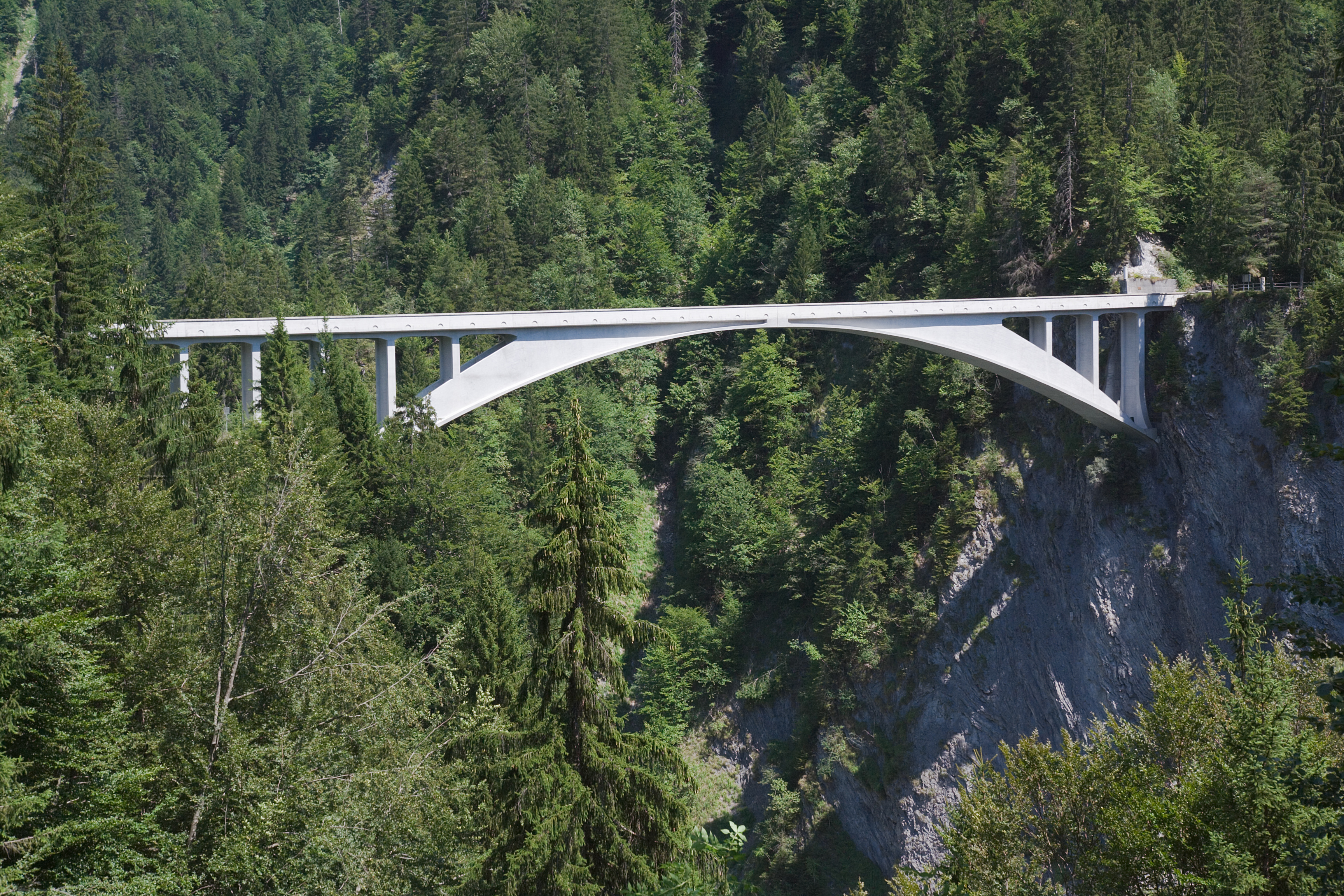
Most nad Salginą 1929-1930, widok od południa - zbliżenie

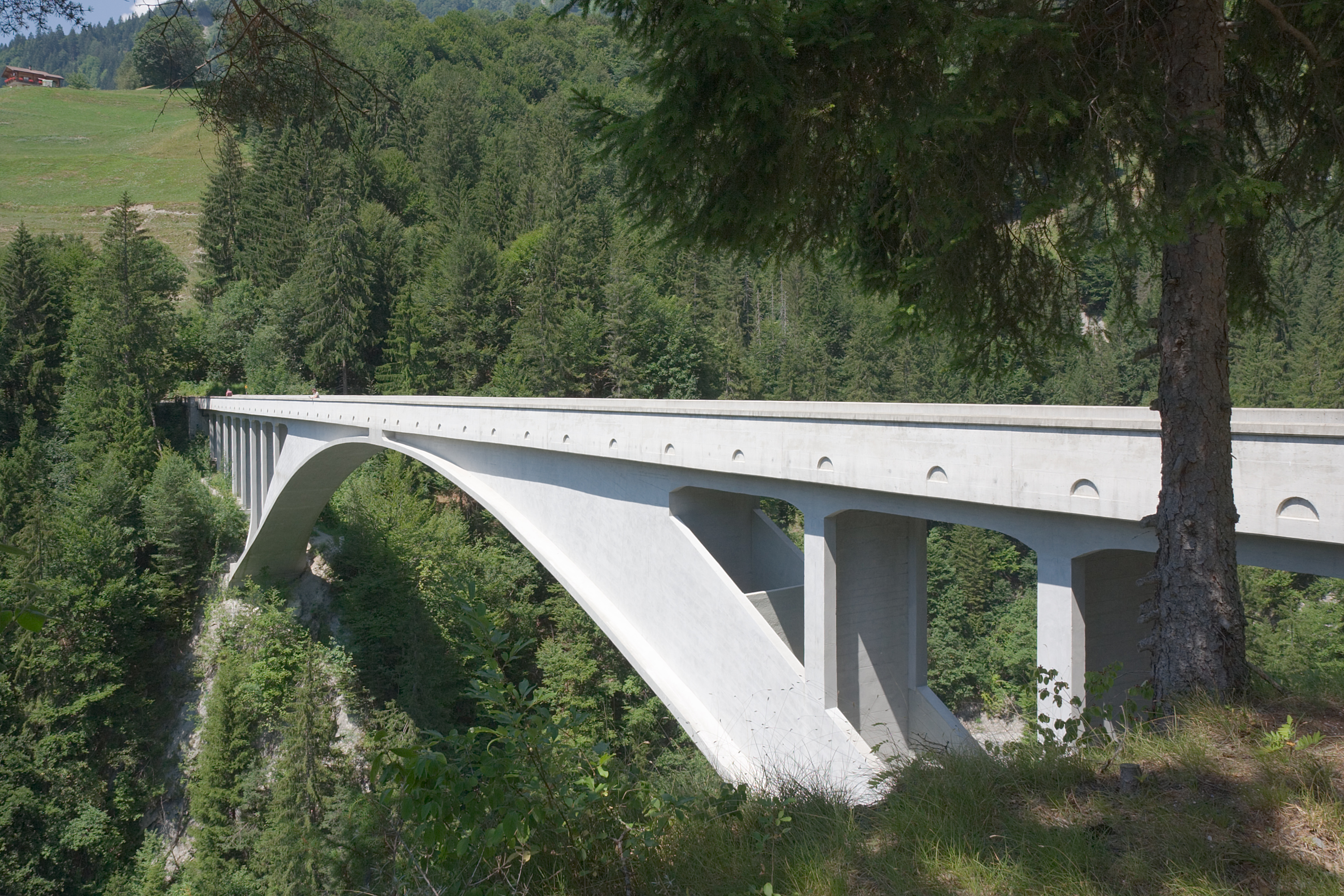
Most nad Salginą 1929-1930, widok od południowego wschodu

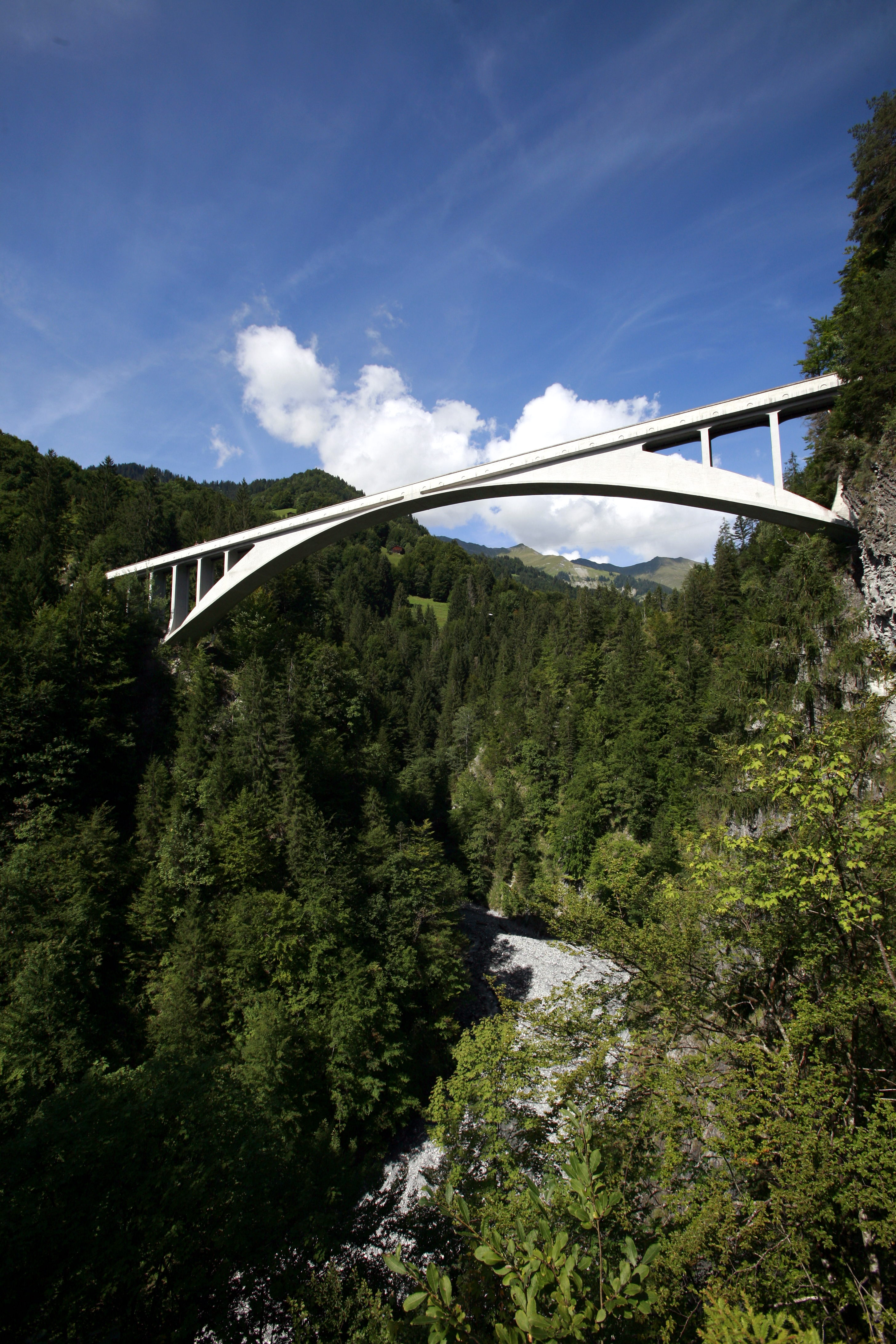
Most nad Salginą, widok z dołu

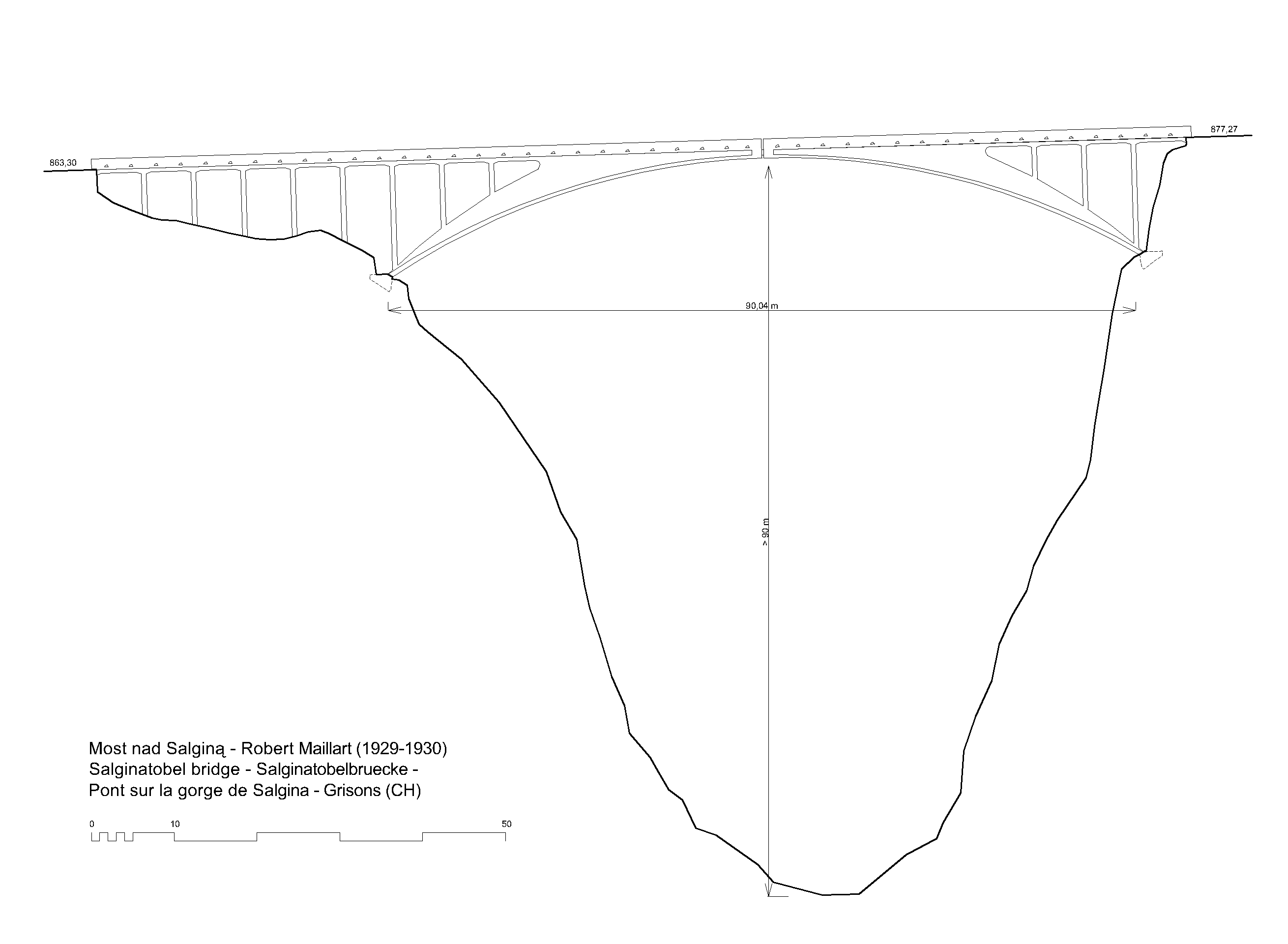
Most nad Salginą 1929-1930, schemat przekroju - widok

Most nad Salginą w dolinie rzeki Salgina między Schiers i Schuders w kantonie Gryzonia (Szwajcaria) - jest mostem z betonu zbrojonego (żelbetu) zrealizowanym przez Roberta Maillarta, szwajcarskiego inżyniera i architekta w latach 1929-1930. Był wówczas najdłuższym żelbetowym mostem świata opartym na łuku trójprzegubowym.
W 1991 uznany został przez American Society of Civil Engineers (ASCE) za "pomnik światowej inżynierii cywilnej" (Historic Civil Engineering Landmarks, zw. też World Monument).

## Dane techniczne
Typ konstrukcji: łuk trójprzegubowy skrzynkowy
Materiał: beton zbrojony (żelbet)
Łączna długość: 132,30 m
Szerokość: 3,50 m
Spadek: 3% = 3,97 m
Rozpiętość łuku: 90,04 m
Wysokość łuku: 12,99 m
Wymiary łuku u podstawy: 0,40 x 6,00 m,
Wymiary łuku na szczycie: 0,20 x 3,80 m
Wysokość powyżej rzeki: ponad 90 m
Nośność: 8 t / 350 kg/m2
Autor konstrukcji: Robert Maillart, Genewa
Rusztowania i szalunki: Richard Coray, Trin
Roboty budowlane: Florian Prader & Cie., Zurych/Chur
Okres budowy: 1929–1930
Koszt realizacji: CHF 180'000.-
Renowacja konstrukcji: 1997–1998